# (500) Days of Summer
(500) Days of Summer er en amerikansk film fra 2009. Den er instrueret af Marc Webb, og har Joseph Gordon-Levitt og Zooey Deschanel i hovedrollerne.
Manuskriptet er skrevet af Scott Neustadter og Michael H. Weber. Filmen er produceret af Mark Waters. Filmen blev først vist under Sundance Film Festival 17. januar 2009.

## Handling
Tom (Joseph Gordon-Levitt) er en ung og håbløs romantiker, der bliver knust, da hans kæreste Sommer (Zooey Deschanel) slår op med ham. For at forstå hvad der gik galt, tænker han tilbage på forskellige perioder af hende under de 500 dage, men konklusionen er slet ikke som han havde forestillet sig.

## Rolleliste
- Joseph Gordon-Levitt som Tom Hansen
- Zooey Deschanel som Summer Finn
- Chloë Moretz som Rachel Hansen, Toms søster
- Geoffrey Arend som McKenzie, Toms medarbejder
- Matthew Gray Gubler som Paul, en ven af Tom
- Clark Gregg som Vance, Toms chef
- Minka Kelly som Autumn
- Patricia Belcher som Millie

## Tagline
This is not a love story. This's a story about love.

## Musik

### Filmmusik
Filmmusikken blev udgivet den 14. juli 2009.
1. «A Story of Boy Meets Girl»" – Mychael Danna og Rob Simonsen
2. «Us» – Regina Spektor
3. «There Is A Light That Never Goes Out» – The Smiths
4. «Bad Kids» – Black Lips
5. «Please, Please, Please Let Me Get What I Want» – The Smiths
6. «There Goes the Fear» – Doves
7. «You Make My Dreams» – Hall & Oates
8. «Sweet Disposition» – The Temper Trap
9. «Quelqu'un m'a dit» – Carla Bruni
10. «Mushaboom» – Feist
11. «Hero» – Regina Spektor
12. «Bookends» – Simon & Garfunkel
13. «Vagabond» – Wolfmother
14. «She's Got You High» – Mumm-Ra
15. «Here Comes Your Man» – Meaghan Smith
16. «Please, Please, Please Let Me Get What I Want» – She & Him

### Ekstra tracks
1. «Here Comes Your Man» – Joseph Gordon-Levitt
2. «Sugar Town» – Zooey Deschanel
3. «At Last» – Kevin Michael

Ekstra tracksene er en bonus hos iTunes.